# Вооружённые силы Новой Каледонии

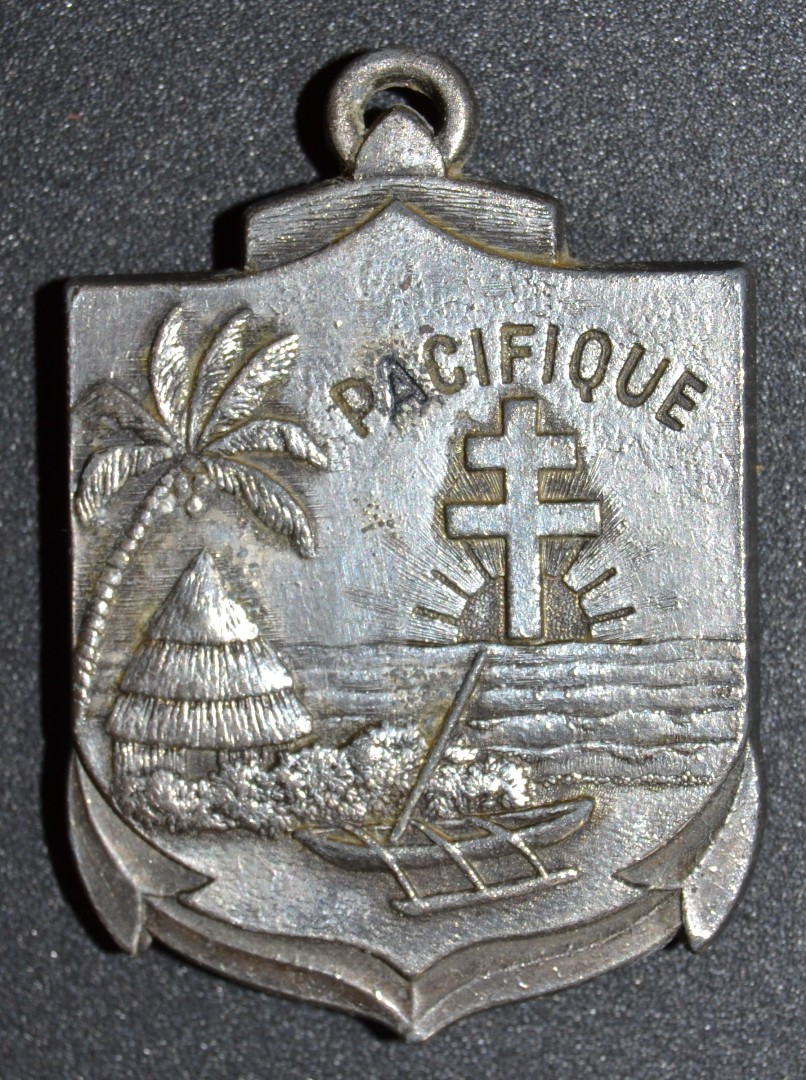
Знак Тихоокеанской бригады морской пехоты Новой Каледонии (RIMAP NC)

Вооружённые Силы Новой Каледонии (фр. Forces armées en Nouvelle-Calédonie (FANC)) — соединение вооружённых сил Франции, базирующееся в Новой Каледонии.

## Командование
FANC возглавляет вышестоящий командир (COMSUP FANC), который сам находится под оперативным командованием начальника штаба армии. У этого высшего командира обычно, по крайней мере, воинское звание бригадного генерала и выше.
Нынешний командир — Люк дю Перрон де Ревель (фр. Luc du Perron de Revel) с 1 августа 2013 года. Ему помогают три заместителя, по одному для каждого рода войск. Командный пункт вооружённых сил Новой Каледонии расположен в районе Аллейрон в Нумеа.

## Состав
Контингент составляет около 1750 человек из 3 видов вооружённых сил (за исключением жандармерии), из которых 1200 являются постоянными.
- СВ: Пехотный полк марин Тихий океан — Новая Каледония (Régiment d'infanterie de marine du Pacifique - Nouvelle-Calédonie (RIMAP-NC)) имеет 3 базы
- ВМС: Пуэнт-Шалес (Pointe Chalaix) — военно-морская база), флагман — фрегат Вандемьер[фр.] (F734) типа «Флореаль»
- ВВС: Авиабаза Поль Кляйн (BA 186)

## Военно-морские силы

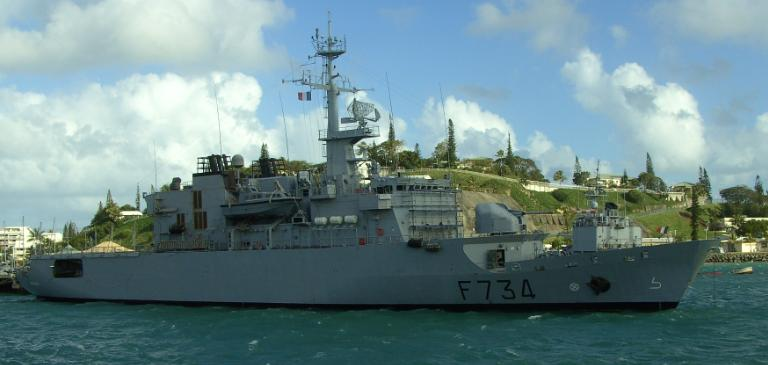
Фрегат Вандемьер с военно-морской базы Пуэнт-Шалес

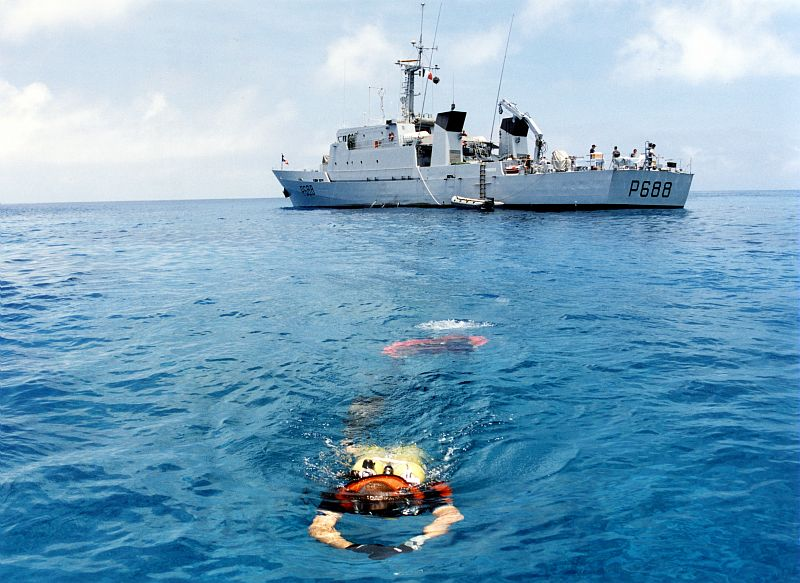
Водолаз с патрульного судна Moqueuse в тихоокеанских водах

## Военно-воздушные силы

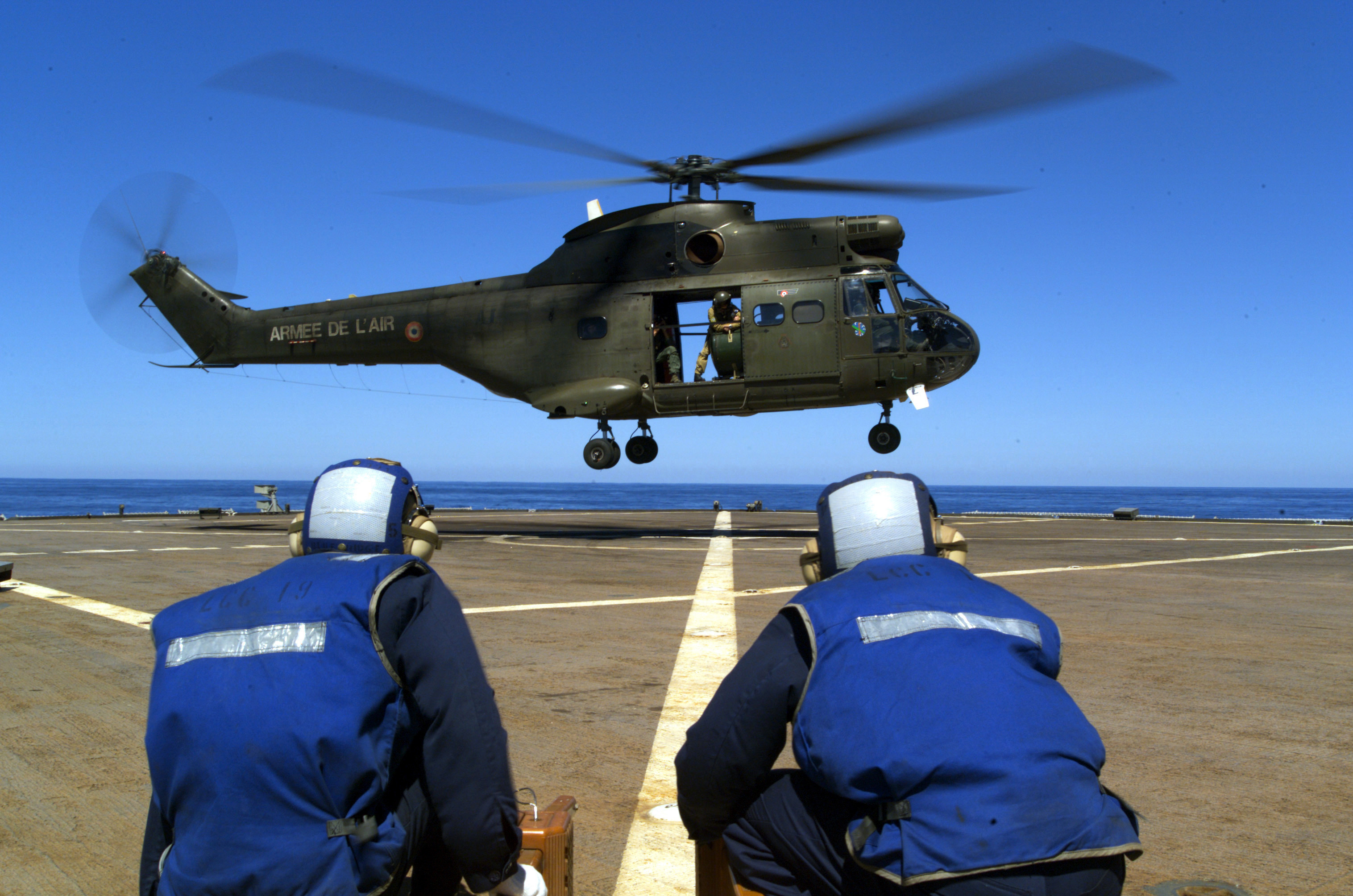
Вертолёт SA.330 Пума FANC приземляется на корабль управления ВМС США Блю Ридж (LCC/JCC-19) во время совместных учений

В Новой Каледонии находится Авиабаза 186 «Лейтенант Поль Кляйн» в Тонтуте (52 км к северу от Нумеа). Это новые реорганизованные военно-воздушные силы с августа 2011 года под командованием офицера ВВС в ранге полковника. В качестве связующего средства защиты эта воздушная база эффективно укрепляет французскую военную систему, развёрнутую в южной части Тихого океана. В ней находится парк воздушных судов, состоящий из 2 тактических транспортных самолетов CASA 235 и 3 вертолётов SA330 PUMA в одной транспортной эскадрилье 00.52 Tontouta. Военно-морская авиация также присутствует в виде отряда флотилии 25F на Таити (2 самолёта морского наблюдения типа Гардиан).

## Управления и службы
- DIASS : Совместное управление службы здравоохранения в Новой Каледонии.
- DIRISI (fr:Direction interarmées des réseaux d'infrastructure et des systèmes d'information): Совместное управление инфраструктурных сетей и информационных систем.
- DID Nouméa: Управление оборонной инфраструктуры Нумеа, подчиняющееся SID (fr:Service d'infrastructure de la Défense).
- DICOM: Управление заморских полицейских комиссариатов в Новой Каледонии.
- DPSD Noumea: Управление по защите и безопасности.
- CSN (Centre de sécurité des navires): Центр безопасности морских судов.
- DLSEA: Отряд по связям между службами и видами вооружённых сил.
- CIRFA: Информационный и рекрутинговый центр вооружённых сил.

## Функции
- Защита национальной территории и обеспечение безопасности.
- Защита региональных интересов Франции.
- Поддержка государственной политики в Новой Каледонии и Уоллис и Футуна.
- Спасательные группы в случае стихийных бедствий или осложнения гуманитарной ситуации в этом регионе.
- Помощь и сотрудничество с другими государствами региона.

## Учения
Каждые два года FANC проводит крупные военные учения с развёртыванием войск, часто с участием иностранных войск в данном регионе. Эти маневры называются «Croix-du-Sud» (Южный Крест). С 28 марта по 12 апреля 2008 года учение «Южный крест-2008» проходило в Кумаке, Пуме, Уэгоа и на Островах Белеп в Северной провинции. В нём участвовали 800 солдат, а также несколько иностранных кораблей, самолётов и вертолётов из Австралии, Новой Зеландии, Вануату, армий Фиджи и Тонга.

## Другие воинские части в Новой Каледонии
В Новой Каледонии и Уоллис и Футуна служит ряд военнослужащих, не принадлежащих непосредственно к вооружённым силам Новой Каледонии.
К ним относятся:
- стажёры и инструкторы полков Адаптированной военной службы (RSMA) Новой Каледонии.
- служащие Национальной жандармерии в Новой Каледонии и Уоллис и Футуна.

## Национальная жандармерия
Военизированная полиция имеет свою командную структуру. Жандармерия Новой Каледонии и Уоллис и Футуна управляется командованием жандармерии Новой Каледонии и Уоллиса и Футуны (COMGEN), штаб-квартира которой находится в Нумеа.
Жандармерия включает 763 мужчин и женщин, разделённых на 5 рот (в том числе 4 для Новой Каледонии) и 33 территориальных бригады (в том числе 31 в Новой Каледонии).
В жандармерии также есть 2 вертолёта, 500 автомобилей и 21 моторная лодка.